# Sterbebett
Als Sterbebett (oder Todbett) wird das letzte Lager bezeichnet, auf das sich ein schwerkranker oder altersschwacher Mensch zurückzieht, wenn sein Leben zu Ende geht.

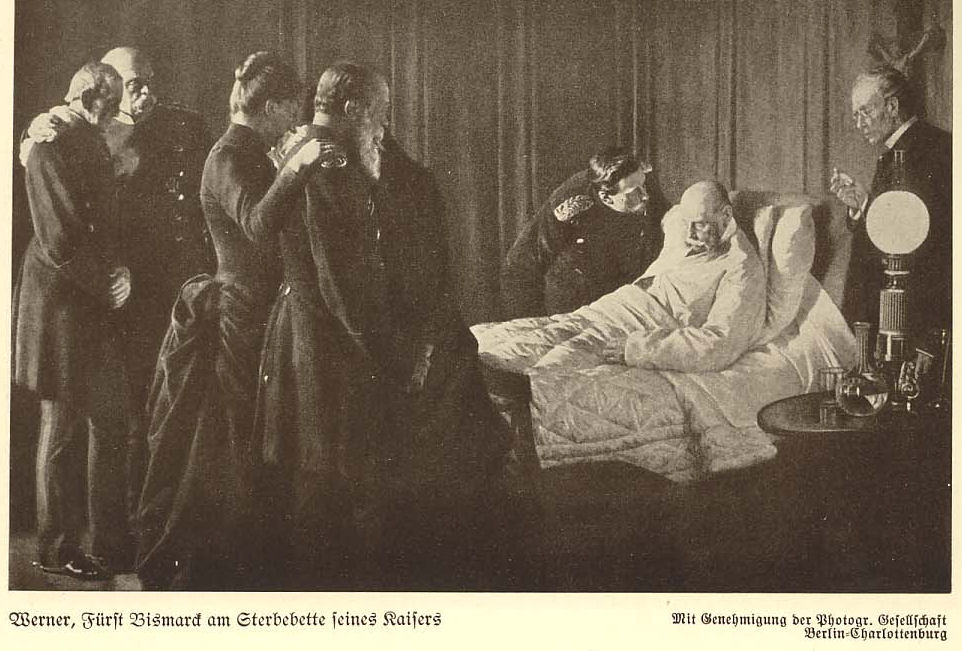
Anton von Werner, Kaiser Wilhelm I. auf dem Sterbebett (1888)

## Bedeutung
Der Begriff Sterbebett wird häufig in einem symbolhaften Kontext verwendet und verweist auf die unmittelbar vor dem Tod liegende Zeit, in der der Sterbende eventuell noch für ihn bedeutende Dinge erledigt oder empfängt, wie zum Beispiel Erbangelegenheiten oder religiöse Rituale. Manche Sterbende ziehen in der letzten Lebensphase eine Bilanz über Versäumnisse oder Fehler. Angehörigen und Freunden bietet das Sterbebett eine letzte Gelegenheit, den Sterbenden aufzusuchen.
Juristisch können Personen, soweit sie geistig dazu in der Lage sind, bis zum letzten Moment vor dem Tod ihren Nachlass regeln (auch im Rahmen eines sog. Nottestamentes gemäß § 2250 BGB).
Am Sterbebett finden je nach Religionszugehörigkeit unterschiedliche Rituale statt, wie beispielsweise Krankensalbung und Sterbekommunion bei katholischen Gläubigen oder die Ausrichtung des Sterbenden in Blickrichtung nach Mekka bei Muslimen.

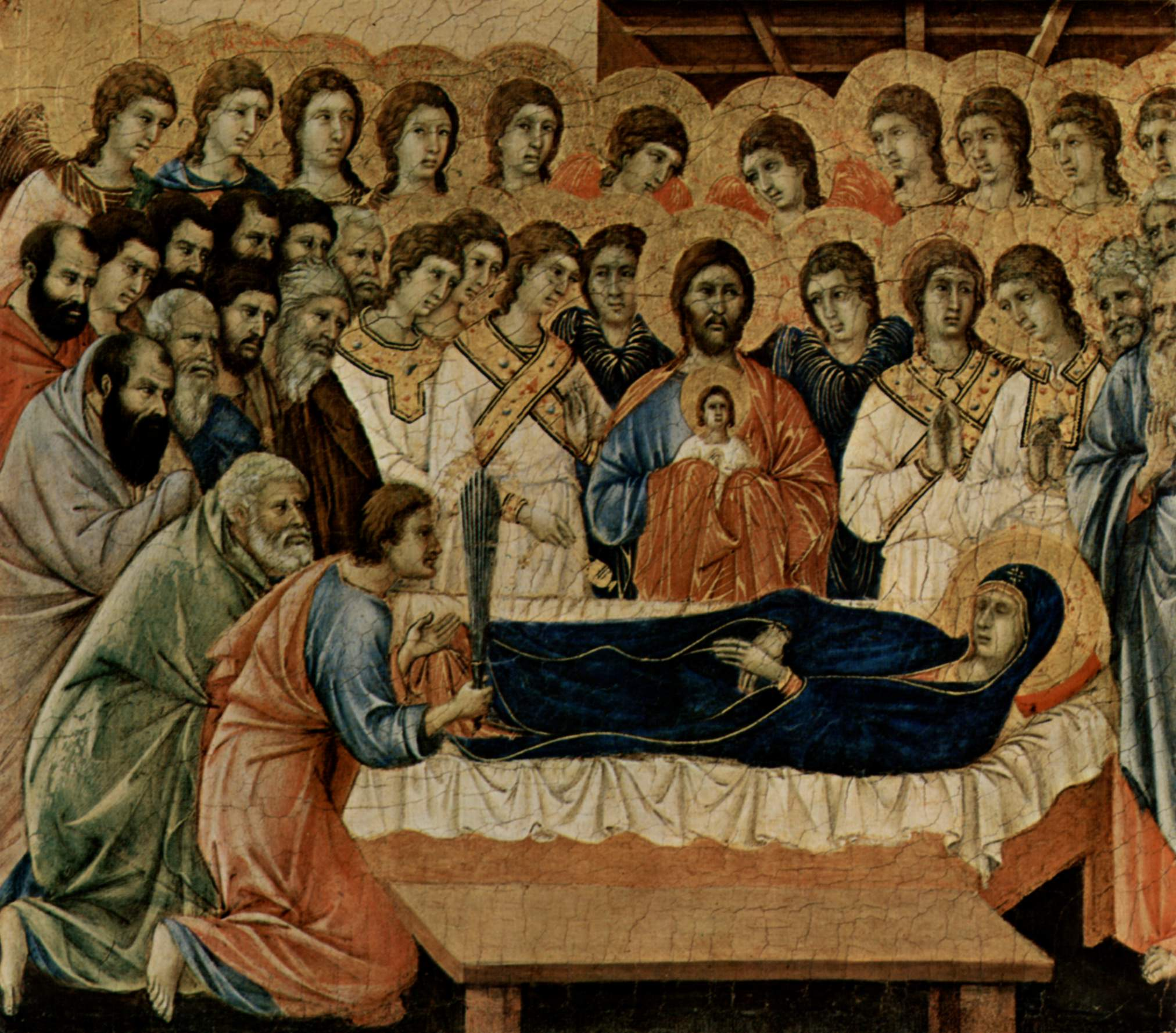
Duccio di Buoninsegna: Dormitio (Marientod), 1308/11

## Kunst
Das Sterbebett ist ein häufig dargestelltes Motiv der Bildenden Kunst des Mittelalters und der Neuzeit, z. B. in den zahlreichen Darstellungen des Marientods, als Bildmotiv „Am Sterbebett“ des norwegischen Malers Edvard Munch oder die Fotografien und Gemälde von „Bismarck auf dem Sterbebett“.
In der Literatur finden sich detailliert beschriebene Sterbebettszenen (beispielsweise in Thomas Manns Buddenbrooks), auch in einigen Filmen (wie Magnolia) spielt dieses Motiv eine Rolle.